# Martha Canga Antonio
Pour les articles homonymes, voir Canga.
Martha Canga Antonio, née en 1995 à Mons (Belgique), est une actrice belge d'origine angolaise.
Elle est connue pour avoir tenu le rôle de Mavela dans le film Black (2015) d'Adil El Arbi et Bilall Fallah.

## Filmographie

### Cinéma
- 2015 : Black d'Adil El Arbi et Bilall Fallah : Mavela
- 2019 : Adoration de Fabrice du Welz

### Télévision
- 2017 : La Forêt (série télévisée) de Julius Berg : Maya
- 2023 : Lupin (série télévisée) : Fleur Bélanger, une journaliste

## Distinctions

### Pour le filmBlack
- 2015 : Festival du film Nuits noires de Tallinn : prix du jury : prix de la meilleure actrice
- 2016 : Berlinale : Shooting Star
- 2016 : Festival du film d'Ostende : Ensor de la meilleure actrice